# Vòng loại Giải vô địch bóng đá thế giới 2018 – Khu vực châu Âu (Bảng G)
Dưới đây là kết quả các trận đấu trong khuôn khổ bảng G – vòng loại giải vô địch bóng đá thế giới 2018 khu vực châu Âu.
Bảng G bao gồm 6 đội: Tây Ban Nha, Ý, Albania, Israel, Macedonia, Liechtenstein, thi đấu trong hai năm 2016 và 2017, theo thể thức lượt đi-lượt về, vòng tròn tính điểm, lấy đội đầu bảng tham gia vòng chung kết.

## Bảng xếp hạng
| Tiêu chí xếp hạng vòng loại Giải vô địch bóng đá thế giới 2018 |
| --- |
| Với thể thức sân nhà và sân khách, việc xếp hạng các đội trong mỗi bảng được dựa trên các tiêu chí sau đây (quy định các Điều 20.6 và 20.7): 1. Điểm số (3 điểm cho 1 trận thắng, 1 điểm cho 1 trận hòa, 0 điểm cho 1 trận thua) 2. Hiệu số bàn thắng thua 3. Số bàn thắng 4. Điểm số trong trận đấu giữa các đội 5. Hiệu số bàn thắng thua trong trận đấu giữa các đội 6. Số bàn thắng ghi được trong trận đấu giữa các đội 7. Số bàn thắng sân khách ghi được trong các trận đấu giữa các đội 8. Trận play-off trên sân trung lập (nếu được chấp thuận bởi FIFA), với hiệp phụ và đá sút luân lưu nếu cần |

| VT | Đội           | ST | T | H | B  | BT | BB | HS  | Đ  | Giành quyền tham dự                        |     |     |     |     |     |     |     |
| -- | ------------- | -- | - | - | -- | -- | -- | --- | -- | ------------------------------------------ | --- | --- | --- | --- | --- | --- | --- |
| 1  | Tây Ban Nha   | 10 | 9 | 1 | 0  | 36 | 3  | +33 | 28 | Vượt qua vòng loại vào FIFA World Cup 2018 |     | —   | 3–0 | 3–0 | 4–1 | 4–0 | 8–0 |
| 2  | Ý             | 10 | 7 | 2 | 1  | 21 | 8  | +13 | 23 | Giành quyền vào vòng 2                     |     | 1–1 | —   | 2–0 | 1–0 | 1–1 | 5–0 |
| 3  | Albania       | 10 | 4 | 1 | 5  | 10 | 13 | −3  | 13 |                                            |     | 0–2 | 0–1 | —   | 0–3 | 2–1 | 2–0 |
| 4  | Israel        | 10 | 4 | 0 | 6  | 10 | 15 | −5  | 12 |                                            | 0–1 | 1–3 | 0–3 | —   | 0–1 | 2–1 |     |
| 5  | Bắc Macedonia | 10 | 3 | 2 | 5  | 15 | 15 | 0   | 11 |                                            | 1–2 | 2–3 | 1–1 | 1–2 | —   | 4–0 |     |
| 6  | Liechtenstein | 10 | 0 | 0 | 10 | 1  | 39 | −38 | 0  |                                            | 0–8 | 0–4 | 0–2 | 0–1 | 0–3 | —   |     |

## Các trận đấu
Lịch thi đấu của bảng G đã được quyết định sau cuộc họp tại Sankt-Peterburg, Nga vào ngày 26 tháng 7 năm 2015. Giờ địa phương là CET/CEST, như được liệt kê bởi UEFA (giờ địa phương trong ngoặc đơn).
| Albania               | 2–1                             | Bắc Macedonia |
| --------------------- | ------------------------------- | ------------- |
| Sadiku 9' · Balaj 89' | Chi tiết (FIFA) Chi tiết (UEFA) | Alioski 51'   |

| Israel          | 1–3                             | Ý                                               |
| --------------- | ------------------------------- | ----------------------------------------------- |
| Ben Haim II 35' | Chi tiết (FIFA) Chi tiết (UEFA) | Pellè 14' · Candreva 31' (ph.đ.) · Immobile 83' |

| Tây Ban Nha                                                                          | 8–0                             | Liechtenstein |
| ------------------------------------------------------------------------------------ | ------------------------------- | ------------- |
| Costa 10', 66' · Sergi Roberto 55' · Silva 59', 90+1' · Vitolo 60' · Morata 82', 83' | Chi tiết (FIFA) Chi tiết (UEFA) |               |

| Ý                    | 1–1                             | Tây Ban Nha |
| -------------------- | ------------------------------- | ----------- |
| De Rossi 82' (ph.đ.) | Chi tiết (FIFA) Chi tiết (UEFA) | Vitolo 55'  |

| Liechtenstein | 0–2                             | Albania                      |
| ------------- | ------------------------------- | ---------------------------- |
|               | Chi tiết (FIFA) Chi tiết (UEFA) | Jehle 12' (l.n.) · Balaj 71' |

| Bắc Macedonia   | 1–2                             | Israel                      |
| --------------- | ------------------------------- | --------------------------- |
| Nestorovski 63' | Chi tiết (FIFA) Chi tiết (UEFA) | Hemed 25' · Ben Haim II 43' |

| Israel        | 2–1                             | Liechtenstein |
| ------------- | ------------------------------- | ------------- |
| Hemed 4', 16' | Chi tiết (FIFA) Chi tiết (UEFA) | Göppel 49'    |

| Albania | 0–2                             | Tây Ban Nha            |
| ------- | ------------------------------- | ---------------------- |
|         | Chi tiết (FIFA) Chi tiết (UEFA) | Costa 55' · Nolito 63' |

| Bắc Macedonia                | 2–3                             | Ý                                 |
| ---------------------------- | ------------------------------- | --------------------------------- |
| Nestorovski 57' · Hasani 59' | Chi tiết (FIFA) Chi tiết (UEFA) | Belotti 24' · Immobile 75', 90+2' |

| Albania | 0–3                             | Israel                                        |
| ------- | ------------------------------- | --------------------------------------------- |
|         | Chi tiết (FIFA) Chi tiết (UEFA) | Zahavi 18' (ph.đ.) · Einbinder 66' · Atar 84' |

| Liechtenstein | 0–4                             | Ý                                              |
| ------------- | ------------------------------- | ---------------------------------------------- |
|               | Chi tiết (FIFA) Chi tiết (UEFA) | Belotti 11', 44' · Immobile 12' · Candreva 32' |

| Tây Ban Nha                                                  | 4–0                             | Bắc Macedonia |
| ------------------------------------------------------------ | ------------------------------- | ------------- |
| Velkovski 34' (l.n.) · Vitolo 63' · Monreal 84' · Aduriz 85' | Chi tiết (FIFA) Chi tiết (UEFA) |               |

| Ý                                   | 2–0                             | Albania |
| ----------------------------------- | ------------------------------- | ------- |
| De Rossi 12' (ph.đ.) · Immobile 80' | Chi tiết (FIFA) Chi tiết (UEFA) |         |

| Liechtenstein | 0–3                             | Bắc Macedonia                      |
| ------------- | ------------------------------- | ---------------------------------- |
|               | Chi tiết (FIFA) Chi tiết (UEFA) | Nikolov 43' · Nestorovski 68', 73' |

| Tây Ban Nha                                     | 4–1                             | Israel       |
| ----------------------------------------------- | ------------------------------- | ------------ |
| Silva 13' · Vitolo 45+1' · Costa 51' · Isco 88' | Chi tiết (FIFA) Chi tiết (UEFA) | Refaelov 76' |

| Israel | 0–3                             | Albania                          |
| ------ | ------------------------------- | -------------------------------- |
|        | Chi tiết (FIFA) Chi tiết (UEFA) | - Sadiku 22', 44' - Memushaj 71' |

| Ý                                                                            | 5–0                             | Liechtenstein |
| ---------------------------------------------------------------------------- | ------------------------------- | ------------- |
| - Insigne 35' - Belotti 52' - Éder 75' - Bernardeschi 83' - Gabbiadini 90+1' | Chi tiết (FIFA) Chi tiết (UEFA) |               |

| Bắc Macedonia | 1–2                             | Tây Ban Nha             |
| ------------- | ------------------------------- | ----------------------- |
| Ristovski 66' | Chi tiết (FIFA) Chi tiết (UEFA) | - Silva 15' - Costa 27' |

| Albania                  | 2–0                             | Liechtenstein |
| ------------------------ | ------------------------------- | ------------- |
| - Roshi 54' - Agolli 78' | Chi tiết (FIFA) Chi tiết (UEFA) |               |

| Israel | 0–1                             | Bắc Macedonia |
| ------ | ------------------------------- | ------------- |
|        | Chi tiết (FIFA) Chi tiết (UEFA) | Pandev 73'    |

| Tây Ban Nha                  | 3–0                             | Ý |
| ---------------------------- | ------------------------------- | - |
| - Isco 14', 40' - Morata 77' | Chi tiết (FIFA) Chi tiết (UEFA) |   |

| Ý            | 1–0                             | Israel |
| ------------ | ------------------------------- | ------ |
| Immobile 53' | Chi tiết (FIFA) Chi tiết (UEFA) |        |

| Liechtenstein | 0–8                             | Tây Ban Nha                                                                              |
| ------------- | ------------------------------- | ---------------------------------------------------------------------------------------- |
|               | Chi tiết (FIFA) Chi tiết (UEFA) | - Ramos 3' - Morata 15', 54' - Isco 16' - Silva 39' - Aspas 51', 63' - Göppel 89' (l.n.) |

| Bắc Macedonia          | 1–1                             | Albania   |
| ---------------------- | ------------------------------- | --------- |
| Trajkovski 78' (ph.đ.) | Chi tiết (FIFA) Chi tiết (UEFA) | Roshi 53' |

| Ý             | 1–1                             | Bắc Macedonia  |
| ------------- | ------------------------------- | -------------- |
| Chiellini 40' | Chi tiết (FIFA) Chi tiết (UEFA) | Trajkovski 77' |

| Liechtenstein | 0–1                             | Israel   |
| ------------- | ------------------------------- | -------- |
|               | Chi tiết (FIFA) Chi tiết (UEFA) | Tibi 22' |

| Tây Ban Nha                           | 3–0                             | Albania |
| ------------------------------------- | ------------------------------- | ------- |
| - Rodrigo 16' - Isco 24' - Thiago 27' | Chi tiết (FIFA) Chi tiết (UEFA) |         |

| Albania | 0–1                             | Ý            |
| ------- | ------------------------------- | ------------ |
|         | Chi tiết (FIFA) Chi tiết (UEFA) | Candreva 73' |

| Israel | 0–1                             | Tây Ban Nha      |
| ------ | ------------------------------- | ---------------- |
|        | Chi tiết (FIFA) Chi tiết (UEFA) | Illarramendi 76' |

| Bắc Macedonia                                          | 4–0                             | Liechtenstein |
| ------------------------------------------------------ | ------------------------------- | ------------- |
| - Musliu 36' - Trajkovski 38' - Bardhi 67' - Ademi 69' | Chi tiết (FIFA) Chi tiết (UEFA) |               |

## Danh sách cầu thủ ghi bàn
6 bàn
- Ciro Immobile

5 bàn
- Diego Costa
- Isco
- Álvaro Morata
- David Silva

4 bàn
- Andrea Belotti
- Ilija Nestorovski
- Vitolo

3 bàn
- Armando Sadiku
- Tomer Hemed
- Antonio Candreva
- Aleksandar Trajkovski

2 bàn
- Bekim Balaj
- Odise Roshi
- Tal Ben Haim II
- Daniele De Rossi
- Iago Aspas

1 bàn
- Ansi Agolli
- Ledian Memushaj
- Eliran Atar
- Dan Einbinder
- Lior Refaelov
- Eytan Tibi
- Eran Zahavi
- Federico Bernardeschi
- Giorgio Chiellini
- Éder
- Manolo Gabbiadini
- Lorenzo Insigne
- Graziano Pellè
- Maximilian Göppel
- Arijan Ademi
- Ezgjan Alioski
- Enis Bardhi
- Ferhan Hasani
- Visar Musliu
- Boban Nikolov
- Goran Pandev
- Stefan Ristovski
- Aritz Aduriz
- Thiago Alcântara
- Asier Illarramendi
- Nacho Monreal
- Nolito
- Sergio Ramos
- Sergi Roberto
- Rodrigo

Phản lưới nhà
- Maximilian Göppel (trong trận gặp Tây Ban Nha)
- Peter Jehle (trong trận gặp Albania)
- Darko Velkovski (trong trận gặp Tây Ban Nha)

## Thẻ phạt
| Cầu thủ           | Đội tuyển     | Trận bị thẻ phạt                                                         | Treo giò                               |
| ----------------- | ------------- | ------------------------------------------------------------------------ | -------------------------------------- |
| Giorgio Chiellini | Ý             | v Israel (5 tháng 9 năm 2016)                                            | v Tây Ban Nha (6 tháng 10 năm 2016)    |
| Nicolas Hasler    | Liechtenstein | v Tây Ban Nha (5 tháng 9 năm 2016) · v Israel (9 tháng 10 năm 2016)      | v Ý (12 tháng 11 năm 2016)             |
| Marco Parolo      | Ý             | v Tây Ban Nha (6 tháng 10 năm 2016) · v Macedonia (9 tháng 10 năm 2016)  | v Liechtenstein (12 tháng 11 năm 2016) |
| Etrit Berisha     | Albania       | v Israel (12 tháng 11 năm 2016)                                          | v Ý (24 tháng 3 năm 2017)              |
| Berat Djimsiti    | Albania       | v Israel (12 tháng 11 năm 2016)                                          | v Ý (24 tháng 3 năm 2017)              |
| David Goresh      | Israel        | v Macedonia (6 tháng 10 năm 2016) · v Albania (12 tháng 11 năm 2016)     | v Tây Ban Nha (24 tháng 3 năm 2017)    |
| Daniel Kaufmann   | Liechtenstein | v Tây Ban Nha (5 tháng 9 năm 2016) · v Ý (12 tháng 11 năm 2016)          | v Macedonia (24 tháng 3 năm 2017)      |
| Yves Oehri        | Liechtenstein | v Albania (6 tháng 10 năm 2016) · v Ý (12 tháng 11 năm 2016)             | v Macedonia (24 tháng 3 năm 2017)      |
| Ezgjan Alioski    | Bắc Macedonia | v Ý (9 tháng 10 năm 2016) · v Tây Ban Nha (12 tháng 11 năm 2016)         | v Liechtenstein (24 tháng 3 năm 2017)  |
| Ansi Agolli       | Albania       | v Tây Ban Nha (9 tháng 10 năm 2016) · v Ý (24 tháng 3 năm 2017)          | v Israel (11 tháng 6 năm 2017)         |
| Michele Polverino | Liechtenstein | v Tây Ban Nha (5 tháng 9 năm 2016) · v Ý (11 tháng 6 năm 2017)           | v Albania (2 tháng 9 năm 2017)         |
| Leonardo Bonucci  | Ý             | v Tây Ban Nha (6 tháng 10 năm 2016) · v Tây Ban Nha (2 tháng 9 năm 2017) | v Israel (5 tháng 9 năm 2017)          |
| Elif Elmas        | Bắc Macedonia | v Tây Ban Nha (11 tháng 6 năm 2017) · v Israel (2 tháng 9 năm 2017)      | v Albania (5 tháng 9 năm 2017)         |
| Burim Kukeli      | Albania       | v Ý (24 tháng 3 năm 2017) · v Macedonia (5 tháng 9 năm 2017)             | v Tây Ban Nha (6 tháng 10 năm 2017)    |
| Mërgim Mavraj     | Albania       | v Tây Ban Nha (9 tháng 10 năm 2016) · v Macedonia (5 tháng 9 năm 2017)   | v Tây Ban Nha (6 tháng 10 năm 2017)    |
| Odise Roshi       | Albania       | v Ý (24 tháng 3 năm 2017) · v Macedonia (5 tháng 9 năm 2017)             | v Tây Ban Nha (6 tháng 10 năm 2017)    |
| Almog Cohen       | Israel        | v Macedonia (6 tháng 10 năm 2016) · v Ý (5 tháng 9 năm 2017)             | v Liechtenstein (6 tháng 10 năm 2017)  |
| Kire Ristevski    | Bắc Macedonia | v Tây Ban Nha (11 tháng 6 năm 2017) · v Albania (5 tháng 9 năm 2017)     | v Ý (6 tháng 10 năm 2017)              |
| Sergio Busquets   | Tây Ban Nha   | v Ý (6 tháng 10 năm 2016) · v Liechtenstein (5 tháng 9 năm 2017)         | v Albania (6 tháng 10 năm 2017)        |
| Gerard Piqué      | Tây Ban Nha   | v Ý (6 tháng 10 năm 2016) · v Albania (6 tháng 10 năm 2017)              | v Israel (9 tháng 10 năm 2017)         |
| David Silva       | Tây Ban Nha   | v Macedonia (11 tháng 6 năm 2017) · v Albania (6 tháng 10 năm 2017)      | v Israel (9 tháng 10 năm 2017)         |